# Волошня (приток Рузы)
Во́лошня — река в Волоколамском городском округе Московской области России, левый приток Рузы, впадает в длинный залив Рузского водохранилища. На реке стоят деревни Сапегино, Чертаново и Кузьминское.
Длина — 39 км, площадь водосборного бассейна — 228 км². Равнинного типа. Питание преимущественно снеговое. Волошня замерзает в ноябре — начале декабря, вскрывается в конце марта — апреле.
В прошлом по Волошне проходил старинный водный путь через Ламский волок из бассейна Волги в бассейн Москвы-реки. Путь начинался от Волги по рекам Шоше и Ламе, чуть выше Волоколамска суда волоком перетаскивали в Волошню, затем по Рузе и Москве-реке добирались до Москвы. От этого волока и происходит название Волошня.
В верхнем течении берега Волошни густо заселены, на реке сооружён большой пруд 5 км длиной, ниже пруда русло спрямлено каналом. В среднем и нижнем течении глубокая долина реки в окружении старых смешанных лесов представляет интерес для туристов. Имеет правый приток — реку Демшенко.

## Данные водного реестра
По данным государственного водного реестра России, относится к Окскому бассейновому округу. Речной бассейн — Ока, речной подбассейн — бассейны притоков Оки до впадения Мокши, водохозяйственный участок — Руза от истока до Рузского гидроузла.
Код объекта в государственном водном реестре — 09010101112110000023263.